# St. Pius (Laibach)
Die römisch-katholische Pfarrkirche St. Pius in Laibach, einem Ortsteil von Dörzbach im Hohenlohekreis, wurde im Jahre 1954 errichtet. Sie trägt das Patrozinium des 1954 heiliggesprochenen Papstes Pius X.

## Geschichte
Die Grundsteinlegung fand am 27. Juni 1954 durch Pater Heinrich Wohnhaas, einen ehemaligen Comboni-Missionar, statt. Bischof Edgar Häring OFM weihte die Kirche am 26. Juni 1955. Bis zur Erbauung der Piuskirche wurden die Gottesdienste über mehrere Jahrhunderte in der Laibacher Schlosskapelle gefeiert. Im Jahre 2007 wurde der Kircheninnenraum renoviert. Die katholische Kirchengemeinde Laibach wird vom Pfarramt in Stuppach mitverwaltet. Die Kirche gehört zur Seelsorgeeinheit 1b – Heilig Kreuz, die dem Dekanat Mergentheim der Diözese Rottenburg-Stuttgart zugeordnet ist. Laibach ist die einzige Kirchengemeinde des Dekanats Mergentheim die nicht im Main-Tauber-Kreis liegt.